# Риђаге
Риђаге је насеље у Србији у општини Чачак у Моравичком округу. Према попису из 2022. било је 152 становника.
Овде се налазе Запис Перишића крушка (Риђаге), Запис Петронијевића шљива (Риђаге), Запис Илића грм на Клику (Риђаге).

## Демографија
У насељу Риђаге живи 203 пунолетна становника, а просечна старост становништва износи 46,6 година (46,4 код мушкараца и 46,8 код жена). У насељу има 84 домаћинства, а просечан број чланова по домаћинству је 2,74.
Ово насеље је великим делом насељено Србима (према попису из 2002. године), а у последња три пописа, примећен је пад у броју становника.
|  |

| Демографија | Демографија | Демографија |
| Година      | Становника  | Становника  |
| ----------- | ----------- | ----------- |
| 1948.       | 435         |             |
| 1953.       | 429         |             |
| 1961.       | 356         |             |
| 1971.       | 329         |             |
| 1981.       | 282         |             |
| 1991.       | 246         | 236         |
| 2002.       | 230         | 235         |
| 2011.       | 215         |             |

| Етнички састав према попису из 2002.‍ | Етнички састав према попису из 2002.‍ | Етнички састав према попису из 2002.‍ | Етнички састав према попису из 2002.‍ | Етнички састав према попису из 2002.‍ |
| ------------------------------------ | ------------------------------------ | ------------------------------------ | ------------------------------------ | ------------------------------------ |
|                                      |                                      |                                      |                                      |                                      |
| Срби                                 | Срби                                 |                                      | 226                                  | 98,26%                               |
| Црногорци                            | Црногорци                            |                                      | 1                                    | 0,43%                                |
| непознато                            | непознато                            |                                      | 0                                    | 0,0%                                 |

| Година пописа     | 1948. | 1953. | 1961. | 1971. | 1981. | 1991. | 2002. |
| ----------------- | ----- | ----- | ----- | ----- | ----- | ----- | ----- |
| Број домаћинстава | 77    | 77    | 81    | 82    | 80    | 85    | 84    |

| Број чланова      | 1  | 2  | 3  | 4  | 5  | 6 | 7 | 8 | 9 | 10 и више | Просек |
| ----------------- | -- | -- | -- | -- | -- | - | - | - | - | --------- | ------ |
| Број домаћинстава | 17 | 31 | 10 | 13 | 10 | 2 | 1 | 0 | 0 | 0         | 2,74   |

| Пол    | Укупно | Неожењен/Неудата | Ожењен/Удата | Удовац/Удовица | Разведен/Разведена | Непознато |
| ------ | ------ | ---------------- | ------------ | -------------- | ------------------ | --------- |
| Мушки  | 103    | 29               | 63           | 9              | 2                  | 0         |
| Женски | 107    | 21               | 62           | 19             | 5                  | 0         |
| УКУПНО | 210    | 50               | 125          | 28             | 7                  | 0         |

| Пол    | Укупно                    | Пољопривреда, лов и шумарство | Рибарство                            | Вађење руде и камена | Прерађивачка индустрија       |
| ------ | ------------------------- | ----------------------------- | ------------------------------------ | -------------------- | ----------------------------- |
| Мушки  | 48                        | 7                             | 0                                    | 0                    | 18                            |
| Женски | 19                        | 4                             | 0                                    | 0                    | 2                             |
| УКУПНО | 67                        | 11                            | 0                                    | 0                    | 20                            |
| Пол    | Производња и снабдевање   | Грађевинарство                | Трговина                             | Хотели и ресторани   | Саобраћај, складиштење и везе |
| Мушки  | 1                         | 6                             | 6                                    | 0                    | 3                             |
| Женски | 2                         | 0                             | 3                                    | 0                    | 2                             |
| УКУПНО | 3                         | 6                             | 9                                    | 0                    | 5                             |
| Пол    | Финансијско посредовање   | Некретнине                    | Државна управа и одбрана             | Образовање           | Здравствени и социјални рад   |
| Мушки  | 0                         | 2                             | 1                                    | 1                    | 0                             |
| Женски | 0                         | 1                             | 0                                    | 1                    | 4                             |
| УКУПНО | 0                         | 3                             | 1                                    | 2                    | 4                             |
| Пол    | Остале услужне активности | Приватна домаћинства          | Екстериторијалне организације и тела | Непознато            | Непознато                     |
| Мушки  | 1                         | 0                             | 0                                    | 2                    | 2                             |
| Женски | 0                         | 0                             | 0                                    | 0                    | 0                             |
| УКУПНО | 1                         | 0                             | 0                                    | 2                    | 2                             |